# Омар Еппс
Омар Гашим Еппс (англ. Omar Hashim Epps; нар. 20 липня 1973, Бруклін, Нью-Йорк, США) — американський актор і композитор. Відомий роллю доктора Еріка Формана у серіалі «Доктор Хаус». Також виконав роль доктора Денніса Ґранта у медичній драмі «Швидка допомога», Дж. Мартина Белламі у серіалі «Воскресіння» та Айсека Джонсона у серіалі «Стрілець». Також знявся у таких стрічках як «Авторитет», «Вища освіта», «Глухий квартал», «На дні безодні» та «Любов і баскетбол».

## Раннє життя
Омар не мав батька та виховувався матір'ю, яка працювала шкільним директором. До того, як Омар почав зніматися, він читав реп в гурті «Wolfpak», який створив разом зі своїм кузеном у 1991 році. Почав писати сценарії в 10 років, вступив у Старшу школу музики, мистецтва та театрального мистецтва імені Фіорело ла Гардія (Fiorello H. LaGuardia High School of Music & Art and Performing Arts).

## Кар'єра
1992 року Еппс розпочав свою кінокар'єру у фільмі «Авторитет», де виконав роль ді-джея, який працював разом з Тупаком Шакуром. Наступного року зіграв роль ранінбека університетської футбольної команди у фільмі «Програма». 1994 року Еппс виконав роль центрального філдера Віллі Мейса Гейса у фільмі «Вища ліга II». Потім зіграв чорношкірого легкоатлета у фільмі «Вища освіта», який досліджував політику та расову напругу в студентському житті. Еппс також з'явився в телефільмі BBC/HBO 1996 року «Смертельний рейс», отримавши нагороду за найкращу чоловічу роль на телевізійному фестивалі в Монте-Карло за роль Кінгслі Офусу, жителя Гани, який намагається сховатися разом з іншими пасажирами без квитка на комерційному судні, що відпливає з Африки (основано на реальній історії африканських переховувачів без документів, які намагаються дістатися Америки).
Омар знімався в декількох серіях серіалу «Швидка допомога» в ролі Денніса Ґанта, який помирає в епізоді «Нічна зміна». Потім зіграв веселого кіномана на побаченні з героїнею, яку зіграла Джади Пінкетт Сміт, у популярному сиквелі «Крик 2» (1997), в якому вона стає однією з перших жертв божевільного вбивці. 1997 року Еппс також з'явився у фільмі HBO під назвою «Вперше осуджений», де зіграв роль молодого злочинця, який проходить програму ресоціалізації в таборі в Чикаго, а потім проводить героїчну рятувальну операцію під час повені, однак і надалі бореться з соціальною реінтеграцією як колишній в'язень.
1999 року Еппс зіграв роль Лінка у фільмі «Загін «Стиляги»», який не отримав визнання критиків і значних касових зборів. Цього ж року знявся у більш успішному фільмі — «Глухий квартал», де зіграв Майка Тарвера, оповідача та головного героя; фільм розповідає про групу молодих афроамериканців, що належать до середнього класу, і про їхнє життя від підліткового до зрілого віку. Еппс також знявся у фільмі «На дні безодні» разом зі Стенлі Туччі та Л. Л. Кул Джеєм, де зіграв роль детектива під прикриттям.
2000 року Еппс з'явився у фільмі «Любов і баскетбол», де зіграв Квінсі, гравця НБА, який має бурхливі стосунки з Монікою, талановитою зіркою баскетболу, яку грає Санаа Латан. Згодом знявся у таких фільмах як «Дракула 2000», «Великі неприємності» і «Засудження». Також зіграв роль гангстера у фільмі «Брат», який зняв відомий японський актор/режисер Такеші Кітано.
2004 року Еппс знявся в ролі Лютера Шоу, колишнього торговця наркотиками, який став боксером, у фільмі «Наперекір долі», де його тренував промоутер боксу Джекі Каллен, яку грала Мег Раян. Крім того, того ж року він з'явився як персонаж у відеогрі «Def Jam Fight for NY».
У 2005 і 2006 номінувався на «NAACP Image Award» у категорії Видатний актор другого плану в драматичному серіалі. У 2008 все ж отримав цю нагороду. Еппс також номінувався на «NAACP Image Award» як найкращий актор за роль Карла Апчерча у фільмі «Вирок» (2002). У 2004-2012 роках грав роль доктора Еріка Формана у популярному серіалі «Доктор Хаус».
2014 року Еппс зіграв роль Дж. Мартіна Белламі в серіалі ABC «Воскресіння», де люди, які встають з мертвих, змінюють життя їхніх родин і друзів в Аркадії, штат Міссурі.
У липні 2020 року Еппс знявся в трилері «Фатальний роман». 2022 року стало відомо, що Еппс зіграє головну роль у жахах/трилері Лі Деніелса «Звільнення» разом із Мо'Нік, Андрою Дей, міс Лоуренс і Ташою Сміт.
Омар має власну компанію, яку назвав «Brooklyn Works Films».

## Особисте життя
Має дружину Кейшу, яка співає в гурті «Total». У липні 2004 народилась їхня дочка К'мері (англ. K'marie), а 25 грудня 2007 син Амір. Також має дочку Аянну (англ. Aiyanna) від попереднього шлюбу. Зараз уся сім'я проживає в Каліфорнії.
Еппс і Марлон Веянс є давніми друзями та разом ходили до ла Гардія, яку закінчили 1990 року. Разом із Марлоном та Шоном Веянсами, Еппс спродюсував титульну пісню для ситкому «Брати Веянс», яка використовувалася 1997 по 1999 рік.
В інтерв’ю 2018 року Еппс уточнив, що він не  є родичем актора Майка Еппса, попри розповсюджені чутки.
Еппс написав книгу під назвою «Від безбатьківства до батьківства», яку опублікувало видавництво Lulu Publishing  у червні 2018 року.
Еппс також долучився до некомерційної організації RepresentUs, яка займається впровадженням антикорупційних законів у Сполучених Штатах. У червні 2020 року Еппс записав для організації освітнє відео про американську систему правосуддя.

## Фільмографія

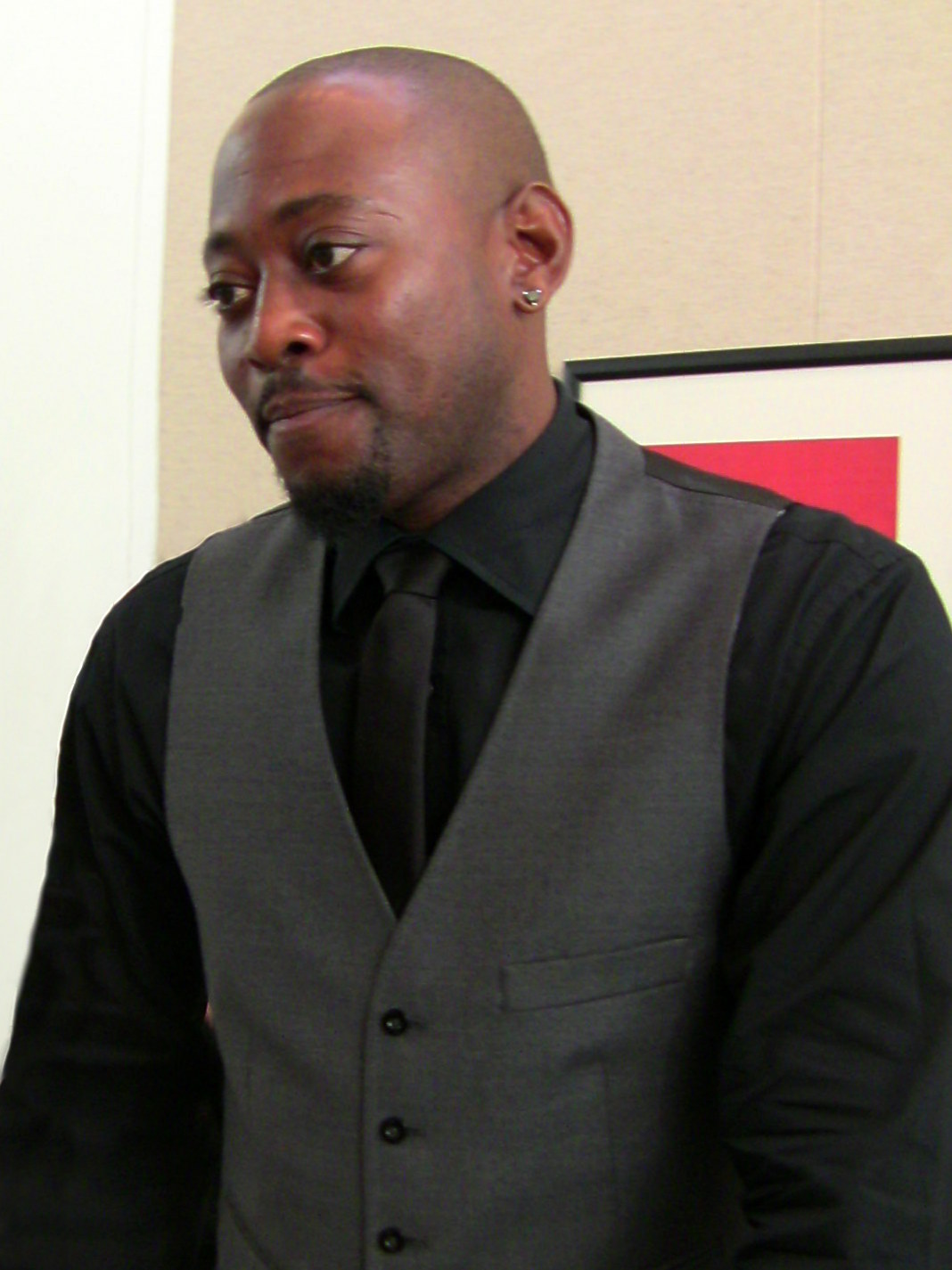
Омар Еппс

### Кіно
| Рік  | Назва (укр.)                                                     | Назва (англ.)                                                            | Роль                 |
| ---- | ---------------------------------------------------------------- | ------------------------------------------------------------------------ | -------------------- |
| 1988 | Зелений Флеш                                                     | The Green Flash                                                          | Чарлі                |
| 1992 | Авторитет                                                        | Juice                                                                    | Кью                  |
| 1993 | Початок дня                                                      | Daybreak                                                                 | Гантер               |
| 1993 | Програма                                                         | The Program                                                              | Дарнелл Джефферсон   |
| 1994 | Вища ліга 2                                                      | Major League II                                                          | Віллі Мейс Гаєс      |
| 1995 | Вища освіта                                                      | Higher Learning                                                          | Малік Вільямс        |
| 1996 | Смертельний рейс                                                 | The Deadly Voyage                                                        | Кінґслі              |
| 1996 | Не погрожуй Південному Централу, попиваючи сік у своєму кварталі | Don't Be a Menace to South Central While Drinking Your Juice in the Hood | Малік                |
| 1997 | Крик 2                                                           | Scream 2                                                                 | Філ Стівенс          |
| 1997 | Вперше осуджений                                                 | First Time Felon                                                         | Ґреґ Янс             |
| 1998 |                                                                  | Blossoms and Veils                                                       | Ті                   |
| 1999 | Сніданок для чемпіонів                                           | Breakfast of Champions                                                   | Вейн Гублер          |
| 1999 | Загін «Стиляги»                                                  | The Mod Squad                                                            | Лінк                 |
| 1999 | Глухий квартал                                                   | The Wood                                                                 | Майк                 |
| 1999 | На дні безодні                                                   | In Too Deep                                                              | Джефф Коул/ Джей Рід |
| 2000 | Любов і баскетбол                                                | Love & Basketball                                                        | Квінсі МакКолл       |
| 2000 | Брат якудзи                                                      | Brother                                                                  | Денні                |
| 2000 | Дракула 2000                                                     | Dracula 2000                                                             | Маркус               |
| 2001 | Парфум                                                           | Perfume                                                                  | ДжейБі               |
| 2002 | Великі неприємності                                              | Big Trouble                                                              | агент ФБР Алан Зайтц |
| 2004 | Наперекір долі                                                   | Against the Ropes                                                        | Лютер Шов            |
| 2004 | Красунчик Алфі, або Чого хочуть чоловіки                         | Alfie                                                                    | Марлон               |
| 2009 | Один день з життя                                                | A Day in the Life                                                        | Оу                   |
| 2016 | Майже Різдво                                                     | Almost Christmas                                                         | Малачі               |
| 2018 | Траффік                                                          | Traffik                                                                  | Джон                 |
| 2019 | Трюк                                                             | Trick                                                                    | дет. Майк Денвер     |
| 2019 | 3022                                                             | 3022                                                                     | Джон Лейн            |
| 2020 | Фатальний роман                                                  | Fatal Affair                                                             | Девід Гаммонд        |
| 2022 | Диявол, якого ти знаєш                                           | The Devil You Know                                                       | Маркус Кованс        |
| 2022 |                                                                  | The Deliverance                                                          | TBA                  |

### Телебачення
| Рік         | Назва (укр.)                                      | Назва (англ.)                 | Роль                                                     | Примітка                     |
| ----------- | ------------------------------------------------- | ----------------------------- | -------------------------------------------------------- | ---------------------------- |
| 1993        | Тут і зараз                                       | Here and Now                  | Куртіс                                                   |                              |
| 1993        | Вуличне правосуддя                                | Street Justice                | Клінт                                                    | епізод «Black or Blue»       |
| 1996        | Смертельний рейс                                  | Deadly Voyage                 | Кінґслі Офосу                                            | телефільм                    |
| 1996-97     | Швидка допомога                                   | ER                            | доктор Денніс Ґрант                                      |                              |
| 2002        | Засудження                                        | Conviction                    | Карл Апчерч                                              | телефільм                    |
| 2004-12     | Доктор Хаус                                       | House                         | Доктор Ерік Форман                                       |                              |
| 2014-15     | Воскресіння                                       | Resurrection                  | Імміграційний та митний агент Дж. Мартін «Марті» Белламі |                              |
| 2016-18     | Стрілець                                          | Shooter                       | капітан Ісаак Джонсон                                    | головна роль                 |
| 2019-20     | Це — ми                                           | This Is Us                    | Дарнелл Годжес                                           | повторювальна роль (4 сезон) |
| 2021 — нині | Влада в нічному місті. Книга третя: Юність Кенена | Power Book III: Raising Kanan | детектив Малкольм Говард                                 | головний акторський склад    |

## Дискографія
- 2004: Omar Epps Presents...The Get Back

| Актор | Це незавершена стаття про актора. Ви можете допомогти проєкту, виправивши або дописавши її. |